# Valettietta anacantha
Valettietta anacantha is een vlokreeftensoort uit de familie van de Valettiopsidae. De wetenschappelijke naam van de soort is voor het eerst geldig gepubliceerd in 1963 door Birstein & Vinogradov.